# The Prize Baby
The Prize Baby é um curta-metragem mudo norte-americano de 1915, do gênero comédia, com participação de Oliver Hardy.

## Elenco
- Oliver Hardy - Bill (como Babe Hardy)
- Raymond McKee - Pip
- Billy Bowers
- Frances Ne Moyer - Florence